# Hrabstwo Erie (Ohio)
Hrabstwo Erie (ang. Erie County) – hrabstwo w stanie Ohio w Stanach Zjednoczonych. Obszar całkowity hrabstwa obejmuje powierzchnię 626,15 mil2 (1 621,72 km²). Według danych z 2010 r. hrabstwo miało 77 079 mieszkańców. Hrabstwo powstało 16 marca 1838 roku, a jego nazwa pochodzi od indiańskiego plemienia Erierów, którzy zamieszkiwali tereny wzdłuż Wielkich Jezior.

## Sąsiednie hrabstwa
- Hrabstwo Lorain (wschód)
- Hrabstwo Huron (południe)
- Hrabstwo Sandusky (zachód)
- Hrabstwo Ottawa (północny zachód)

Na północy hrabstwo graniczy na Jeziorze Erie z kanadyjskimi hrabstwami Essex, Chatham-Kent oraz Ontario.

## Miasta
- Bellevue
- Huron
- Sandusky
- Vermilion

## CDP
- Beulah Beach
- Crystal Rock
- Mitiwanga
- Whites Landing

## Wioski
- Bay View
- Berlin Heights
- Castalia
- Kelleys Island
- Milan